# César R. Mendiburu
Cesar R. Mendiburu Rodríguez fue un militar y político peruano.
Nació en Arequipa en 1868, hijo de Juan Pablo Mendiburu Oblitas y Juana Rodríguez Gomez. Se casó en 1914 con María Elena Romaínville Vargas, hija de Eduardo Romainville Centeno quien fuera un hacendado y político cusqueño. Tuvo cinco hijos: César, Luis Enrique, Irma Alicia, Raúl y René Guillermo. 
Fue designado Alcalde del Cusco entre 1933 y 1934 durante el gobierno del general Oscar R. Benavides. Durante su gestión se concretó la compra del terreno para la construcción del Hospital Mixto del Cusco que debía reemplazar al antiguo Hospital de la Almudena.